# شهرستان الحصن
ناحیهٔ الحصن {{به عربی|مدیریة الحصن) یکی از ۱۶ شهرستان استان صنعا در کشور یمن است.

## خصوصیات
ناحیهٔ الحصن ۳۰٬۱۲۴ نفر جمعیت دارد.